# Lindbergia grandiretis
Lindbergia grandiretis là một loài Rêu trong họ Leskeaceae. Loài này được (Lindb. ex Broth.) Ignatov & Ignatova mô tả khoa học đầu tiên năm 2006.